# Agrilus betuleti
Agrilus betuleti – gatunek chrząszcza z rodziny bogatkowatych i podrodziny Agrilinae.

## Taksonomia
Gatunek ten opisany został po raz pierwszy w 1837 roku przez Juliusa Theodora Christiana Ratzeburga pod nazwą Buprestis betuleti.

## Morfologia
Chrząszcz o mocno wydłużonym ciele długości od 4 do 6 mm, ubarwiony jednolicie ciemnobrązowo lub czarno, czasem z zielonkawym lub miedzianym połyskiem, przy czym ubarwienie samców jest przeciętnie nieco jaśniejsze niż samic. Głowa ma duże, niewystające poza jej obrys oczy, w widoku przednim sięgające dolnymi brzegami poniżej wysokości podstaw czułków. Policzki są węższe, w połowie tak szerokie jak oczy. Ciemię jest słabo sklepione, pozbawione podłużnego bruzdkowania, za to urzeźbione dwoma koncentrycznymi kręgami z wydłużonych punktów. Przedplecze w zarysie ma rozszerzające się ku przodowi boki. Krawędzie boczne są podwojone. W tylnej połowie ma parę wyraźnych, głębokich wcisków przy brzegach bocznych. Z tylnych kątów przedplecza wybiegają rozszerzone ku przodowi żeberka (kile). Przedpiersie ma słabo rozwinięty płat przedni z prostą krawędzią przednią. Odwłok ma rowek wzdłuż krawędzi ostatniego widocznego sternitu niezmodyfikowany, zaokrąglony.

## Ekologia i występowanie
Monofagiczne larwy żerują w nadłamanych, nadpalonych pożarem lub ściętych gałęziach brzóz, wybierające te mniej więcej o grubości palca. Wśród ich roślin żywicielskich wymienia się brzozy brodawkowatą, karłowatą i omszoną. Osobniki dorosłe obserwuje się od maja do sierpnia na roślinach żywicielskich i w ich sąsiedztwie.
Gatunek palearktyczny, znany z Francji, Niemiec, Szwajcarii, Austrii, Włoch, Danii, Szwecji, Norwegii, Polski, Czech, Słowacji, Węgier, Ukrainy, Rumunii, Słowenii, Chorwacji oraz europejskiej, syberyjskiej i dalekowschodniej części Rosji. Na północ osiąga koło podbiegunowe, na wschód zaś Kraj Nadmorski. Na „Czerwonej liście gatunków zagrożonych Republiki Czeskiej” umieszczony jest jako gatunek narażony na wymarcie (VU).